# Karl-Gustav Dicke
Karl-Gustav Dicke (* 22. September 1944 in Rumburg/Sudetenland) ist ein deutscher Politiker (SPD).
Er war Mitglied des Niedersächsischen Landtages in der 7. Wahlperiode vom 20. März 1974
bis 20. Juni 1974.

## Quelle
- Barbara Simon: Abgeordnete in Niedersachsen 1946–1994. Biographisches Handbuch. Hrsg. vom Präsidenten des Niedersächsischen Landtages. Niedersächsischer Landtag, Hannover 1996, S. 71.

| Personendaten    | Personendaten                  |
| ---------------- | ------------------------------ |
| NAME             | Dicke, Karl-Gustav             |
| KURZBESCHREIBUNG | deutscher Politiker (SPD), MdL |
| GEBURTSDATUM     | 22. September 1944             |
| GEBURTSORT       | Rumburg                        |